# Spoorlijn 156
Spoorlijn 156 is een Belgische spoorlijn van Momignies via Chimay en Mariembourg naar Hastière. De lijn was 58,9 km lang.

## Geschiedenis
De lijn is geopend tussen 1858 en 1866. Het baanvak Anor - Chimay is voor het personenvervoer gesloten in 1953. Goederenvervoer heeft hier nog tot 1984 plaatsgevonden. Het traject Hastière - Mariembourg is gesloten in 1954.
Het baanvak Chimay - Mariembourg bleef tot 1987 in dienst voor goederenvervoer en werd daarna gebruikt als museumlijn voor toeristische stoomtreinen van de Chemins de Fer à Vapeur des 3 Vallées (CFV3V). Sinds 1999 is de lijn echter buiten dienst wegens de slechte staat van het spoor.

## Huidige toestand
Vrijwel de gehele spoorlijn tussen Momignies en Hastière is opgebroken. Enkel aan het station van Mariembourg is nog een gedeelte in gebruik voor spoorlijn 132. Over de gehele afstand wordt een RAVeL fiets- en wandelpad voorzien.
- Het baanvak Momignies - Chimay is opgebroken. Op de bedding is van Momignies (Le Trieu Bayard) tot Chimay een RAVeL fiets- en wandelpad aangelegd in asfalt (12 km).
- Op het baanvak Chimay - Mariembourg is een gedeelte van het RAVeL fiets- en wandelpad aangelegd, van aan het station van Chimay tot aan de N5 (E420). Er moet nog een gedeelte van 1,5 km tot het station van Mariembourg aangelegd worden nadat een brug zal worden gebouwd over de N5 om het fiets- en wandelpad volledig af te kunnen werken.
- Het baanvak Mariembourg - Hermeton-sur-Meuse is in 1978 opgebroken. Ook hier is op de bedding een RAVeL fiets- en wandelpad aangelegd in asfalt over een lengte van 26 km.

## Aansluitingen
In de volgende plaatsen is of was er een aansluiting op de volgende spoorlijnen:
Momignies
229 000, spoorlijn tussen La Plaine en Anor
Chimay
Spoorlijn 109 tussen Cuesmes en Chimay
Y Frasnes
Spoorlijn 286 tussen Y Frasnes en Mariembourg Zoning
Mariembourg
Spoorlijn 132 tussen La Sambre en Vireux-Molhain
Spoorlijn 134 tussen Mariembourg en Couvin
Doische
Spoorlijn 138A tussen Florennes en Doische
Hermeton-sur-Meuse
Spoorlijn 154 tussen Namen en Heer-Agimont
Hastière
Spoorlijn 154 tussen Namen en Heer-Agimont

## Externe koppelingen
- Site van het Waals gewestelijk archieven. Foto's genomen voordat het werk aan de Ravel in Doische begon. Foto's van 1997.
- Mariembourg. Minister Lebrun tijdens een wandeling langs de RAVeL van de voormalige lijn 156, foto's uit 1998 uit van de Site van het Waals gewestelijk archieven (fr).